# Трећа битка код Панипата
Трећа битка код Панипата (1761) била је одлучујућа победа Афганског царства над Конфедерацијом Марата у борбама за превласт у Индији.

## Битка
Пошто су освојили Кашмир и већи део Панџаба, Афганци су (око 28.000 људи) на челу са Ахмад Шах Дуранијем, кренули против државе Марата. У судару код Панипата, маратска војска (око 45.000 људи) најпре је готово уништила афганско десно крило, а затим предузела напад на центар Афганаца, који је у међуверемену појачан са пристиглих 13.000 војника. У огорченој борби, Марате су изгубили све заповеднике и претрпеле тежак пораз, који је ослабио моћ њихове државе.